# RT-2PM Topol
RT-2PM Topol (rusko РТ-2ПМ Тополь ("Topol"); GRAU oznaka: 15Ж58 ("15Ž58"); START I oznaka: RS-12M Topol) je mobilna medcelinska balistična raketa (MBR), oblikovana v Moskovskem inštitutu toplotne tehnike v času ZSSR in v uporabi v Strateških raketnih silah Ruske federacije. Rusija načrtuje zamenjavo vseh MBR Topol z MBR Topol-M.
Vse tri stopnje so narejene iz kompozitnih materialov.

### Navedki
1. ↑  »Topol«. Arhivirano iz prvotnega spletišča dne 30. oktobra 2013. Pridobljeno 23. decembra 2014.
2. ↑  John Pike. »RT-2PM - SS-25 SICKLE«. Pridobljeno 23. decembra 2014.
3. ↑  Журнал «Атом» 70 номер, 2016 год. [Journal 'ATOM' No. 70, 2016] (v ruščini). Arhivirano iz prvotnega spletišča dne 9. avgusta 2021. Pridobljeno 11. oktobra 2022.
4. ↑  »RT-2PM Topol (SS-25)«.
5. ↑  »Russia Fires Topol Ballistic Missile to Test New Tech to Defeat Missile Defense Systems«. 26. december 2017. Arhivirano iz prvotnega spletišča dne 11. oktobra 2022. Pridobljeno 11. oktobra 2022.
6. ↑  »RS-12M Topol (SS-25 'Sickle'/RT-2PM)«, Jane's Strategic Weapon Systems, 10. september 2008, arhivirano iz prvotnega spletišča dne 3. januarja 2013
7. ↑  »Russian ICBM Force Modernization: Arms Control Please!«. fas.org. 1. maj 2014.